# Clean Up the World

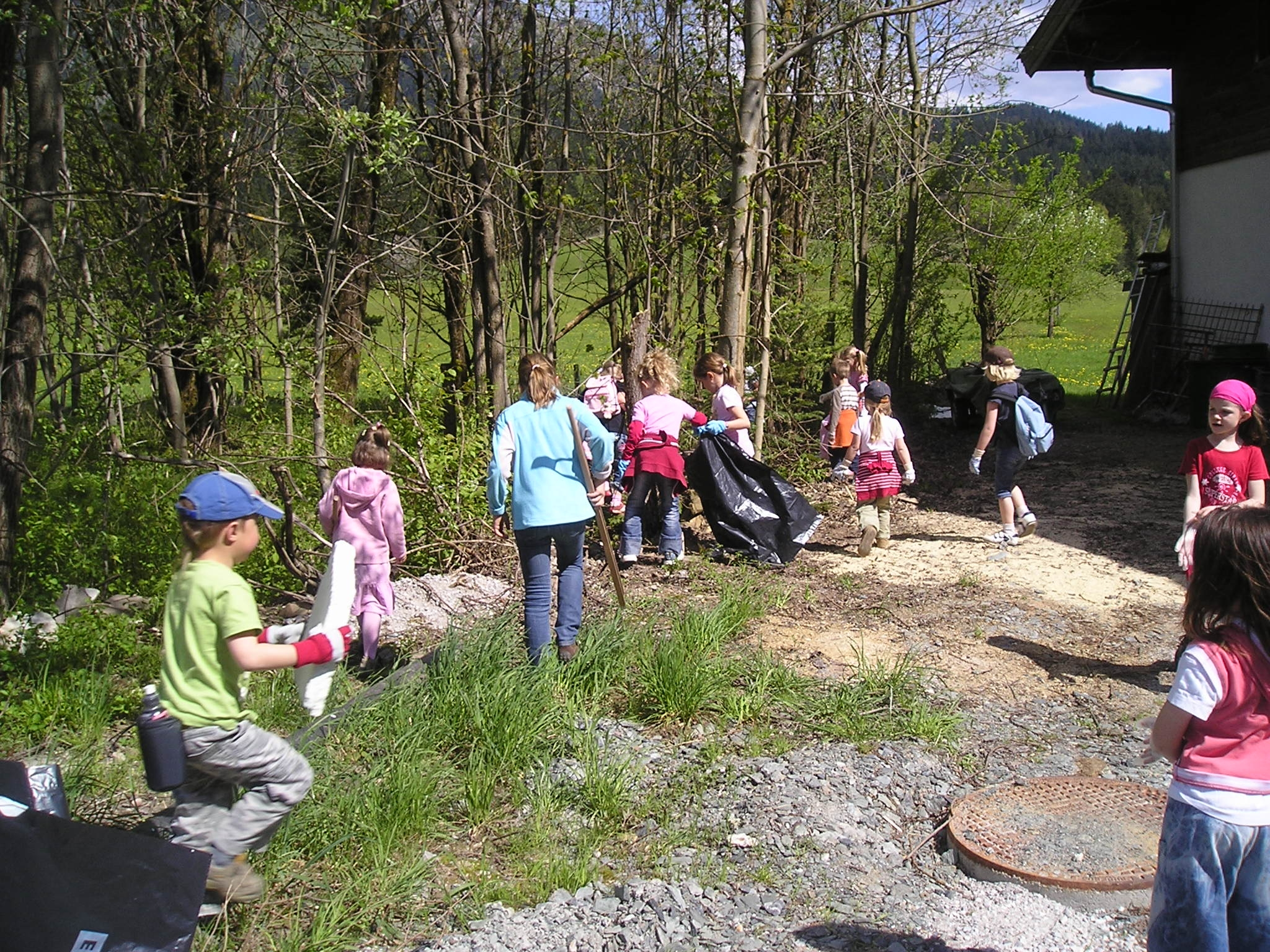
Clean Up (Flurreinigung) in St. Johann in Tirol

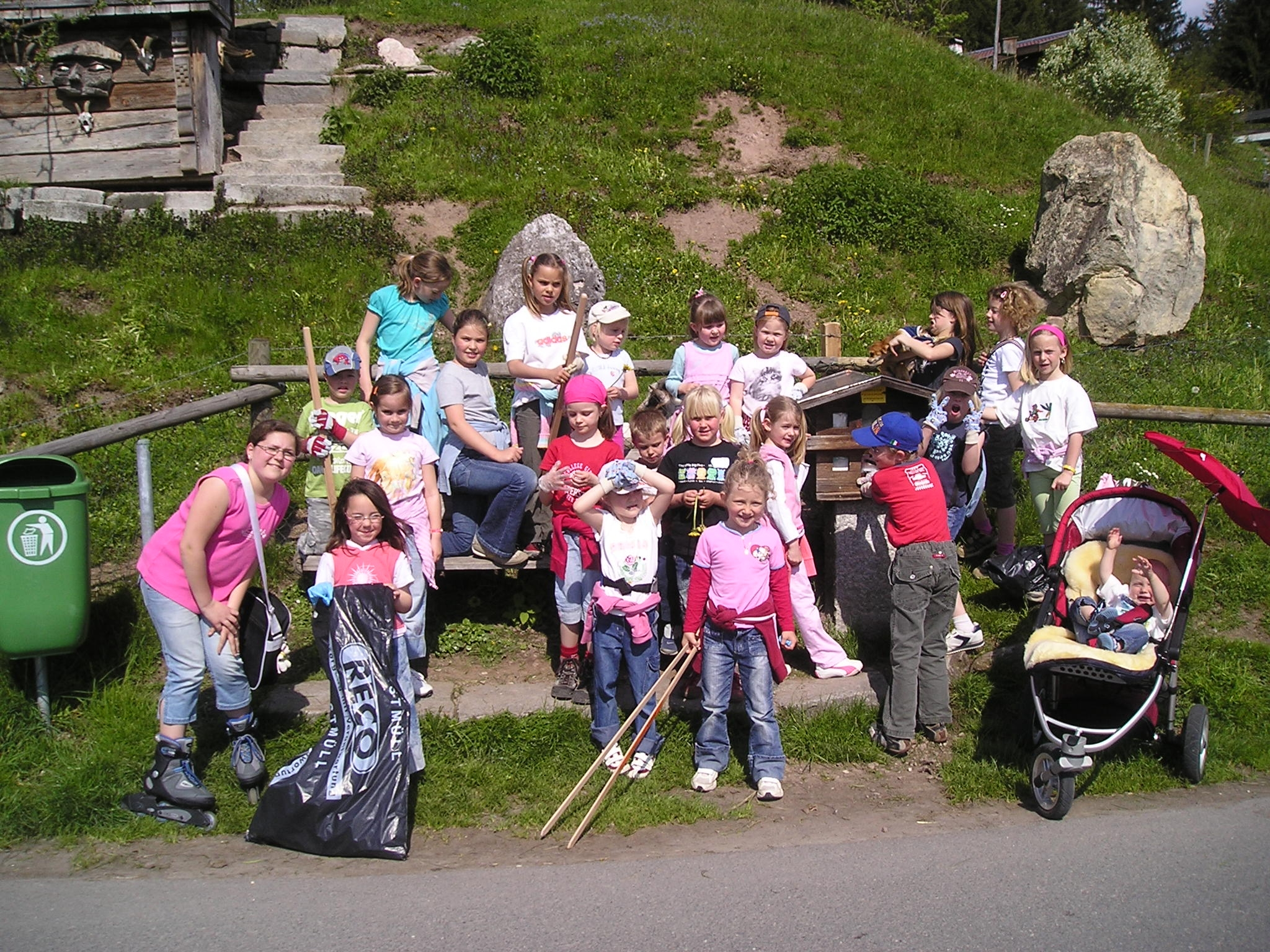

Clean Up the World ist eine in mehreren Ländern aktive Non-Profit-Organisation, die 1993 durch den Gründer von Clean Up Australia, Ian Kiernan, im Rahmen des United Nations Environment Programme gegründet wurde. Das Konzept stammt von der gleichnamigen australischen Organisation (Sitz Sydney).
Die Organisation initiiert einen jährlich wiederkehrenden „Clean Up“-Aktionstag, der weltweit am dritten Septemberwochenende stattfindet. Weltweit beteiligen sich daran jedes Jahr mehr als 35 Millionen Menschen in über 120 Ländern.
Die Initiative möchte weltweit Städte und Gemeinden zur Müllbeseitigung und Reinhaltung im öffentlichen Raum motivieren. Dazu bietet Clean Up the World Akteuren eine kostenlose Partner-Mitgliedschaft in einer weltweiten Organisation an, welche von diesen jährlich erneuert werden muss.
Akteure melden dazu ihre jährliche Tätigkeit, welche zum Beispiel in Projekten zu Recycling und Ressourcenschonung, Baumpflanzungen, Schulprogrammen oder Wassersicherungs- und Wassersparprogrammen bestehen kann.